# БДСМ

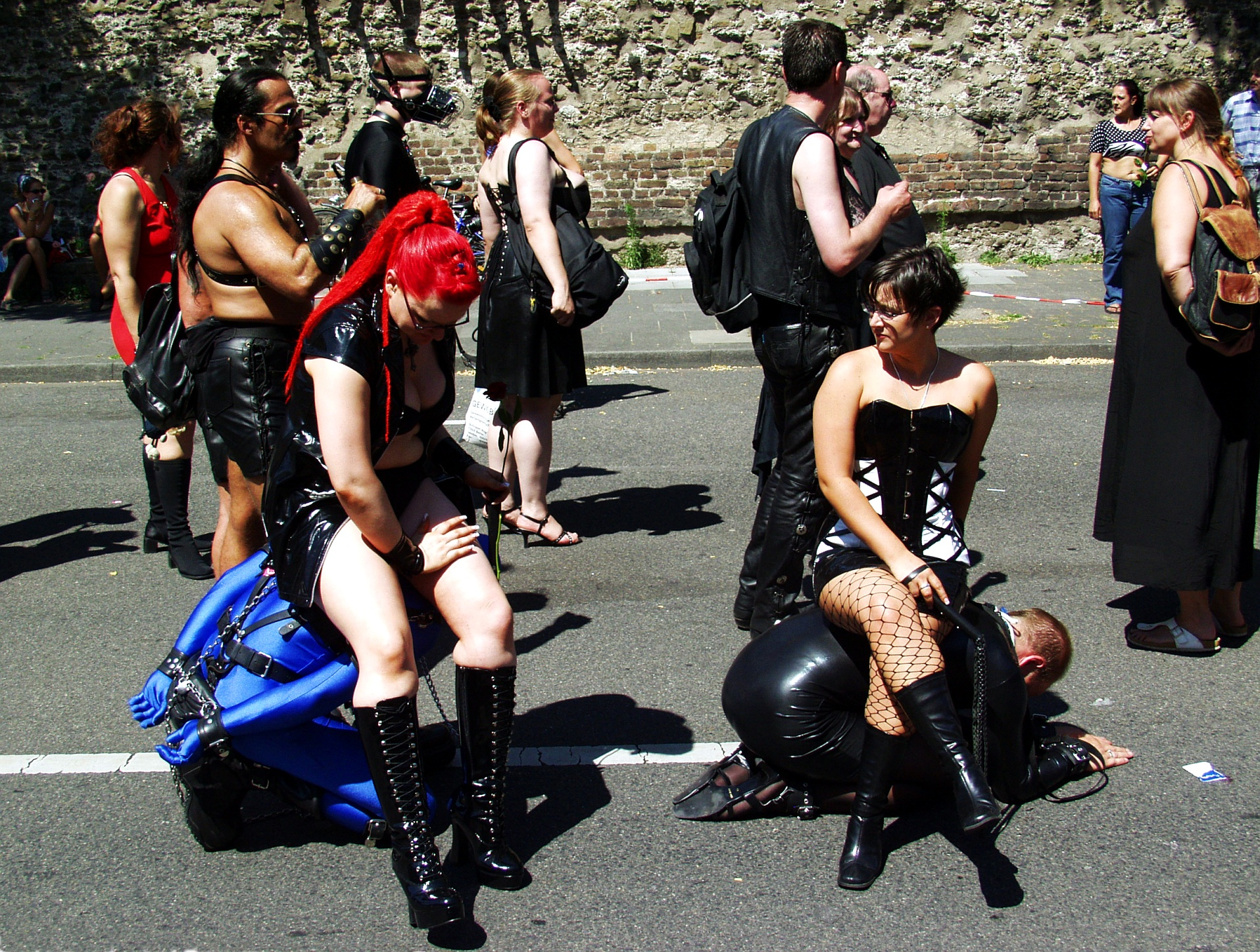
Пары БДСМ, женщины сидят сверху на мужчинах, стоящих на коленях, на поводках и в наручниках

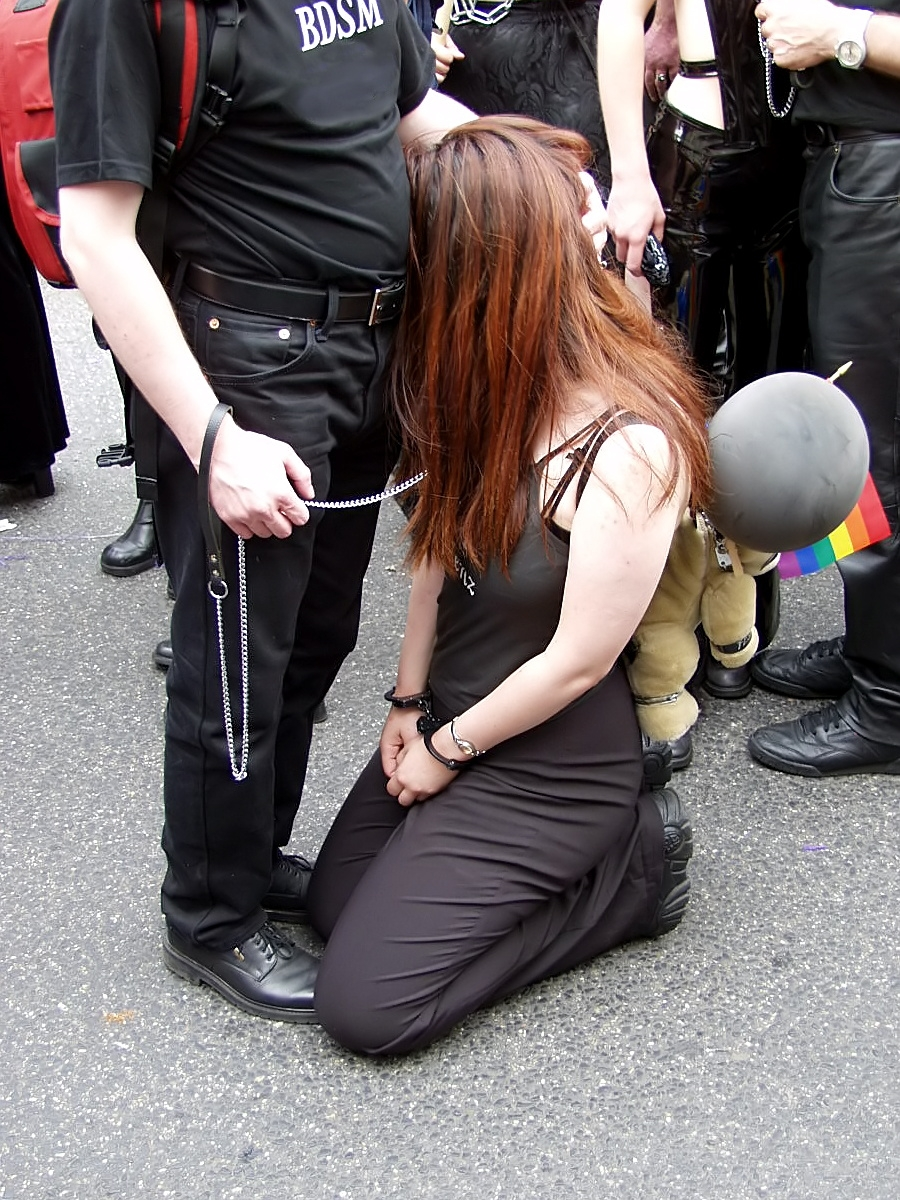
БДСМ пара верхний-нижняя

БДСМ (англ. BDSM) — психосексуальная субкультура, основанная на эротическом обмене властью и иных формах сексуальных отношений, затрагивающих ролевые игры в господство и подчинение.
Физиологически в основе БДСМ лежит повышение уровня сексуального возбуждения человека и получения им психофизиологического удовольствия в результате сознательного нарушения тех или иных социально-детерминированных условий или табу, а также (хотя и не всегда) в результате выполнения физических воздействий, таких как ограничение подвижности, нанесение ударов, щекотание и так далее. При этом БДСМ может быть как самодостаточной практикой, не связанной с непосредственным половым контактом, так и являться частью сексуальных действий.
Отличия БДСМ от социально агрессивных или преступных действий определяются, прежде всего, жёстким соблюдением участниками БДСМ-отношений рамок SSC (аббревиатура от английских слов safe, sane, consensual) — принципов безопасности, разумности и добровольности. Поскольку в большинстве своём БДСМ-активность предполагает моральные и физические воздействия, для отличия естественных психомоторных реакций человека на дискомфорт и боль от сознательного желания прекратить БДСМ-действия используются специальные механизмы. В частности, в любой момент участник сессии может произнести заранее оговоренный стоп-сигнал (стоп-слово, жест или движение), что будет означать требование безусловного моментального прекращения всех воздействий.
Некоторыми парами используется более сложная система сигнализации, которая также позволяет подчинённому партнёру сообщать о допустимости конкретного вида воздействия или силы воздействия.

## Этимология понятия
В составной аббревиатуре-акрониме BDSM заключены названия основных составляющих этого явления:
- BD (Bondage & Discipline — неволя и дисциплина, воспитание) — бондаж (связывание, ограничение подвижности), дисциплинарные и ролевые игры, игровое подчинение, унижение, наказания;
- DS (Domination & Submission — доминирование и подчинение[англ.]) — господство и подчинение; отношения, в которых в результате предварительной договорённости присутствует неравноправие партнёров;
- SM (Sadism & Masochism — садизм и мазохизм) — садомазохизм; практики, связанные с получением удовольствия от причинения или переживания физической боли.

Появление аббревиатуры BDSM вместо SM было вызвано, в частности, тем, что изначально бондаж/дисциплина (BD) и доминирование/подчинение (DS) считались подразделом садомазохизма (SM), что не устраивало представителей данных направлений. Садистам доставляет удовольствие причинять физическую или психологическую боль, мазохистам — испытывать её. Но господство и подчинение может проявляться в эротическом обмене властью и без причинения боли. Не все мазохисты подчиняющиеся, и не всем подчиняющимся нравится испытывать боль. Не все садисты доминантны, и наоборот, не все доминанты являются садистами. После некоторых дискуссий со всеми заинтересованными сторонами была введена сборная аббревиатура BDDSSM, практически сразу сокращённая до BDSM. Появление аббревиатуры относят к началу 1990-х годов.

## История возникновения
BDSM как явление уходит корнями в глубокую древность. Ритуальные бичевания были известны ещё в XI веке до н. э. Так, в Древней Греции, публичная порка спартанских мальчиков проходила перед алтарём Артемиды Ортии ежегодно. Одно из самых ранних графических свидетельств садомазохистских сцен сексуальной направленности было найдено в Этрусской усыпальнице в Тоскане. Внутри пещеры Томба делла Фустигационе (итал. Tomba della Fustigazione; VI век до н. э.) изображены двое мужчин, которые порют женщину палкой и рукой во время любовных утех. Ряд фресок эротического характера, обнаруженных при раскопках Помпей, также содержат элементы БДСМ (порка мужчиной женщины рукой, женщина в повелительной позе над мужчиной и т. п.)
Тексты садомазохистского содержания имеются также в Камасутре:
…Говорят, что любовное удовольствие подобно состязанию, ибо любви свойственны распри и дурное настроение… В силу подобной склонности нанесение ударов — также часть [любовного удовольствия]. Места [ударов] — плечи, голова, грудь, спина, бока… Эти [удары] четырёх видов: тыльной частью руки, согнутой ладонью, кулаком и распрямленной ладонью. (Часть 7, гл. 15-16: О применении ударов) 

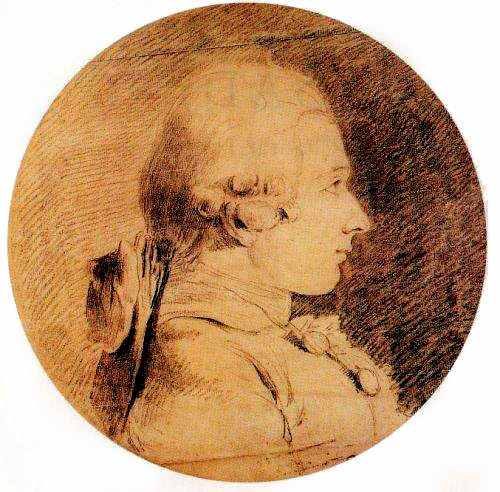
Донасьен Альфонс Франсуа де Сад

Вместе с тем, как особую форму сексуального поведения BDSM стали рассматривать только в XVIII веке, когда в странах Европы начался процесс медицинской и юридической категоризации сексуальных отношений. В романе «Фанни Хилл» английского писателя Джона Клеланда, изданном в 1749 году, присутствует сцена эротического бичевания. Упоминания о борделях, специализировавшихся в том числе на порке, встречаются, начиная с 1769 года. Несколько позже в свет вышли произведения маркиза де Сада. По существу, романы де Сада были первыми литературными произведениями, содержащими полное описание БДСМ, в том числе садизма, как такового. Вместе с тем, произведения де Сада практически содержали описания исключительно садизма (что и послужило причиной появления самого термина «садизм», производного от фамилии писателя). В XIX веке произведения де Сада были «уравновешены» творчеством Леопольда фон Захер-Мазоха, в частности, известным романом «Венера в мехах» (англ. Venus in Furs), в котором главный персонаж хочет, чтобы его возлюбленная обращалась с ним как с рабом.

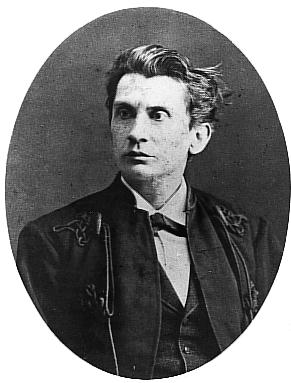
Леопольд фон Захер-Мазох

Вместе с тем, несмотря на закрепление в медицинской литературе таких понятий, как садизм и мазохизм, идеи Захер-Мазоха и, в особенности, де Сада были очень далеки от современной субкультуры БДСМ, — главным образом в основных принципах полного информирования, безопасности и добровольности. Садизм и мазохизм рассматривались ими в качестве реальных жизненных ситуаций, зачастую подразумевающих совсем не игровое истязание и подчинение. В своём современном виде БДСМ зародился на рубеже XIX—XX столетий и являлся развитием скорее эротических игр с элементами доминирования-подчинения, практиковавшихся в европейских борделях, нежели идей де Сада и Захер-Мазоха.
Дальнейшее развитие шло по пути выделения БДСМ в отдельный тип сексуального поведения. В частности, создавались литературные произведения БДСМ-направленности. Американский психолог Роберт Бьенвену считал, что своим появлением современный БДСМ обязан трём книгам: «European Fetish» (1928), «American Fetish» (1934) и «Gay Leather» (1950).
Появление первых графических произведений с БДСМ-элементами относится к началу XX века. Первые фотографии, полностью посвящённые БДСМ-тематике, появились в 1950-х годах в США и Японии. Их первым американским автором был известный фотограф и режиссёр Ирвинг Клоу, издавший в это время серию фотографий в БДСМ-стилистике (в основном с участием известной в то время эротической фотомодели Бетти Пейдж). Кроме того, Клоу снял один из первых эротических фильмов по этой тематике и организовал издание комикса, созданного знаменитыми впоследствии БДСМ-художниками Джоном Вилли и Эриком Стантоном.
Примерно в это же время Бетти Пейдж стала одной из самых популярный моделей таких направлений, как фетиш и пин-ап, поднявшись практически до уровня секс-символа, что на волне начинавшейся на западе сексуальной революции повлекло распространение БДСМ. Итальянский писатель и дизайнер Гвидо Крепакс, чьи произведения во многом определили развитие стиля европейского «комикса для взрослых» во второй половине XX века, использовал в своих работах образ Пейдж. Примерами быстрого распространения БДСМ-тематики в фотографическом искусстве второй половины XX века могут служить работы таких фотографов, как Хелмут Ньютон (Германия) и Роберт Мэйплторп (США)
Определённое влияние на распространение БДСМ оказало появление таких движений, как «Old Guard leather» и «Самуа». «Old Guard leather» представляла собой сеть закрытых клубов гомосексуальной направленности, созданных солдатами американской армии, вернувшимися из Европы после окончания Второй мировой войны. В этих клубах воссоздавалась атмосфера сплетения жестокости, эротизма, иерархии и дисциплины, подобной военной. Организация пребывала в изоляции до 1970-х годов, после чего субкультура «вышла в мир» и утратила гомосексуальную направленность. «Самуа» была организацией того же типа, но образованной лесбиянками-феминистками. Действия данной организации привели к началу распространения БДСМ среди лесбиянок, а в 1970-х годах «Самуа», как и «Old Guard leather», «вышла в мир», но не утратила своей лесби-направленности. В сегодняшнем виде оба этих движения являются одним из ответвлений БДСМ-субкультуры.
Распространение БДСМ значительно ускорилось в 1990-х годах с появлением Интернета, особенно после появления Usenet-сетей и групп новостей типа alt.sex.bondage, объединявших людей, заинтересованных в альтернативных сексуальных отношениях и в БДСМ в частности. Той же сети alt.sex.bondage приписывается и создание в начале 1990-х годов аббревиатуры «BDSM» (самая ранняя интернет-публикация с использованием аббревиатуры датируется июнем 1991 года).

## BDSM-сообщество
Субкультура БДСМ состоит из множества отдельных направлений, определяющихся предпочтениями конкретных участников — дисциплина и спанкинг (порка), связывание и фиксация (bondage), власть и подчинение (DS, Dominance & Submission), бессрочная иерархическая «принадлежность» (LS, lifestyle) и другие. Эти направления могут как комбинироваться, так и существовать раздельно.
По БДСМ-ориентации участников действий принято разделять на подчиняющих (top, верхний) и подчиняющихся (bottom, нижний), а также тех, кто сочетает в себе желание подчинять и подчиняться (switch — свич). «Обычные» отношения, не имеющие никаких элементов BDSM, в сообществе принято называть «ванильными» (по аналогии со вкусами мороженого — мороженое без дополнительного вкуса в США называют ванильным).
По результатам опросов выявлены следующие предпочтения партнёрской роли:
- Роль доминирующего партнёра выбирают:
  - 71 % мужчин с гетеросексуальной ориентацией
  - 11 % женщин с гетеросексуальной ориентацией
  - 12 % мужчин с гомосексуальной ориентацией
- Роль подчиняющегося партнёра выбирают:
  - 29 % мужчин с гетеросексуальной ориентацией
  - 89 % женщин с гетеросексуальной ориентацией
  - 88 % мужчин с гомосексуальной ориентацией

## Атрибутика исленгучастников

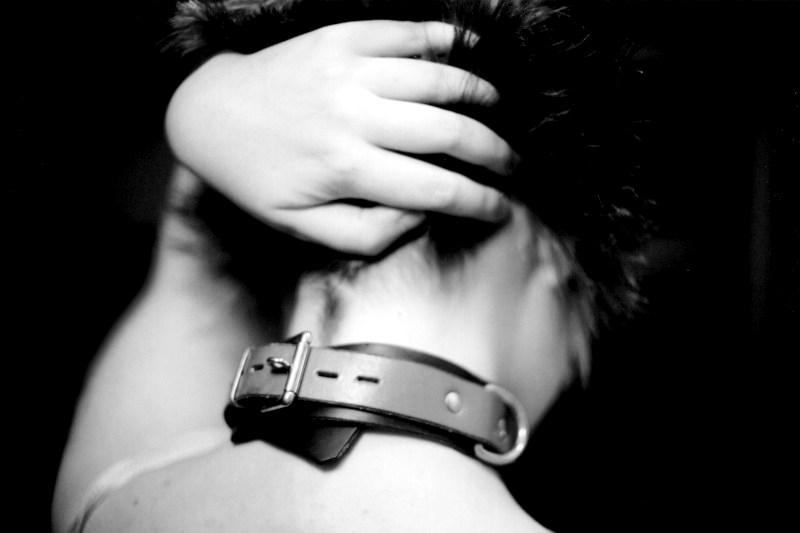

Участники БДСМ в своей практике (а некоторые и в повседневной жизни) используют фетиш-атрибутику и фетиш-моду.
Классическими атрибутными элементами являются всевозможные кожаные элементы одежды с декоративными элементами из стали (или без таковых), латексные костюмы, ошейники, наручники, маски и т. п.
Существуют ювелирные изделия, относящиеся к разряду БДСМ-атрибутики. Чаще всего это перстни или кулоны с изображением «трискеля» — символа БДСМ-культуры.
Отдельно выделяются предметы, предназначенные непосредственно для физического воздействия на партнёра («экшена», от английского «action» — действие), но в то же время, применение которых возможно и в атрибутном отношении — плети, хлысты, стеки и т. п. Данные элементы, в российском БДСМ сообществе, чаще всего, именуются «девайсами» (от англ «device» — устройство, приспособление). Этот же термин может употребляться в отношении фиксирующих элементов — наручников, ошейников и т.д, применяемых по назначению (в отношении декоративных элементов, как правило, не употребляется).
Уважительно верхнего называют Мастер, Хозяин, Господин (М), Госпожа (Ж).
Сексуальные игры БДСМ в западных странах часто проходят в специализированных «тёмных комнатах», расположенных в гей-клубах, клубах для свингеров и БДСМ-клубах.

## Эмблема БДСМ-сообщества

Символ БДСМ-субкультуры

Необходимость эмблемы БДСМ обсуждалась в дискуссионных группах в Интернете с начала 1990-х годов. В итоге в 1995 году эмблема была создана Стивом Квагмюром (Steve Quagmyr) на основе древнего символа — трискелиона, используемого во многих культурах (таких, как кельты, викинги, саксы). Кроме того, налицо явное влияние даосского символа взаимосвязи Инь и Ян.
Данная эмблема получила всемирное признание БДСМ-сообщества. Трёхэлементный дизайн может быть интерпретирован как взаимосвязь и взаимозависимость основных элементов субкультуры — BD, DS и SM; как три основных принципа БДСМ — SSC (англ. Safe, Sane & Consensual — Безопасность, Разумность и Добровольность, БРД); как три группы участников БДСМ-сообщества — топы, боттомы и свичи. Изогнутые линии могут восприниматься как розги в движении, а круглая форма — как самодостаточность и защищённость всей БДСМ-системы. Цвета могут варьироваться, но круг и разделяющие кривые, как правило, имеют металлический цвет. Надо сказать, что использование БДСМ-эмблемы именно в таком виде, в каком она была предложена её создателями, внутри субкультуры не является обязательным, однако она является наиболее известной и распространённой БДСМ-эмблемой. Удаляя или видоизменяя какой-то её компонент, можно получить эмблему с совершенно другим смыслом.
Данная БДСМ-эмблема широко применяется в дизайне украшений, тематических товаров, интернет-сайтов, плакатов БДСМ-мероприятий и т. п.
Существуют также другие варианты символа БДСМ-субкультуры, однако они значительно менее распространены.

## Практика
- Бастинадо (или фалака[5]) — нанесение ударов по босым ступням. Верхний партнёр бьёт по подошвам ног (пяткам) нижнего бамбуковой или ротанговой тростью, паддлом и т. д., при этом обычно ноги лишаются подвижности, чтобы нижний партнёр не мог их убрать.
- Бондаж — ограничение подвижности, например, связывание, приковывание, заключение в клетку, заливание кистей рук и ступней ног гипсом.
  - Мумификация — тип бондажа, полное запеленывание тела человека, подобно мумиям, с целью полного обездвиживания, иногда в комбинации с маской, притупляющей слух и закрывающей обзор, берушами, кляпом и т. д. Подразделом мумификации можно считать бондаж с помощью вакуумной кровати (vacbed) или вакуумного куба (vac-cube).
  - Подвешивание — форма фиксации, при которой человека подвешивают в связанном состоянии.
  - Шибари — тип бондажа, японское искусство связывания.
- Клеймение, татуирование — нанесение на тело партнёра несмываемого рисунка как символа принадлежности.
- Пет-плей (Pet-play) — нижний партнёр играет роль животного, часто собаки.
  - Пони-плей (Pony-play) — отдельно выделяемая разновидность Pet-play, при которой нижний партнёр играет роль лошади (пони).
- Сенсорная депривация — ограничение либо полное лишение подчиняющегося возможности пользоваться осязанием, слухом, зрением, вкусом или обонянием в рамках сессии, производится с помощью масок, кляпов, берушей и мумификации.
  - Мумификация — когда нижнего полностью лишают ощущений, обёртывая тело при помощи бинтов, пищевой плёнки или специальных приспособлений из латекса. Эта практика является опасной в отношении воздействия на психику и требует специальных мер безопасности, в частности, обеспечение возможности использования нижним стоп-слова для немедленного высвобождения.
- Фейсситтинг (facesitting) — сидение верхнего партнёра на лице нижнего.
- Золотой дождь (golden shower) — верхний партнёр испускает мочу на нижнего.
- Фистинг — введение кисти руки в вагину или анус.
- Флагелляция — порка партнёра (с его предварительного согласия) с помощью плети, хлыста, кнута и прочих гибких приспособлений.
- Фрактурофилия — сексуальное влечение к людям в ортопедических корсетах, бандажах и устройствах для вытягивания конечностей.
- Форнифилия — использование партнёра в качестве подставок или мебели.
- Фут-фетишизм — сексуальное влечение к ступням, обуви.
  - Foot worship (поклонение ступням) — разновидность фут-фетиша: лизание подошв, пяток, пальцев верхнего партнёра нижним.
- Эротическое удушение — сексуальное возбуждение при пережатии сонной артерии на горле и кратковременной потери сознания.
- Порка — воздействие на ягодицы и спину с помощью ладони, ремня и прочих гибких и жёстких приспособлений (таких, как паддл).
- Тамакэри — нанесение ударов по мошонке мужчины, а также её сдавливание, топтание и т. д. Иногда воздействию также подвергают половой член.
- Тафефилия — сексуальное возбуждение от возможности быть погребенным, закопанным, залитым в гипс или засосанным в трясину.
- Cuntbusting — нанесение ударов по промежности и половым органам женщины.

### Некоторые приспособления

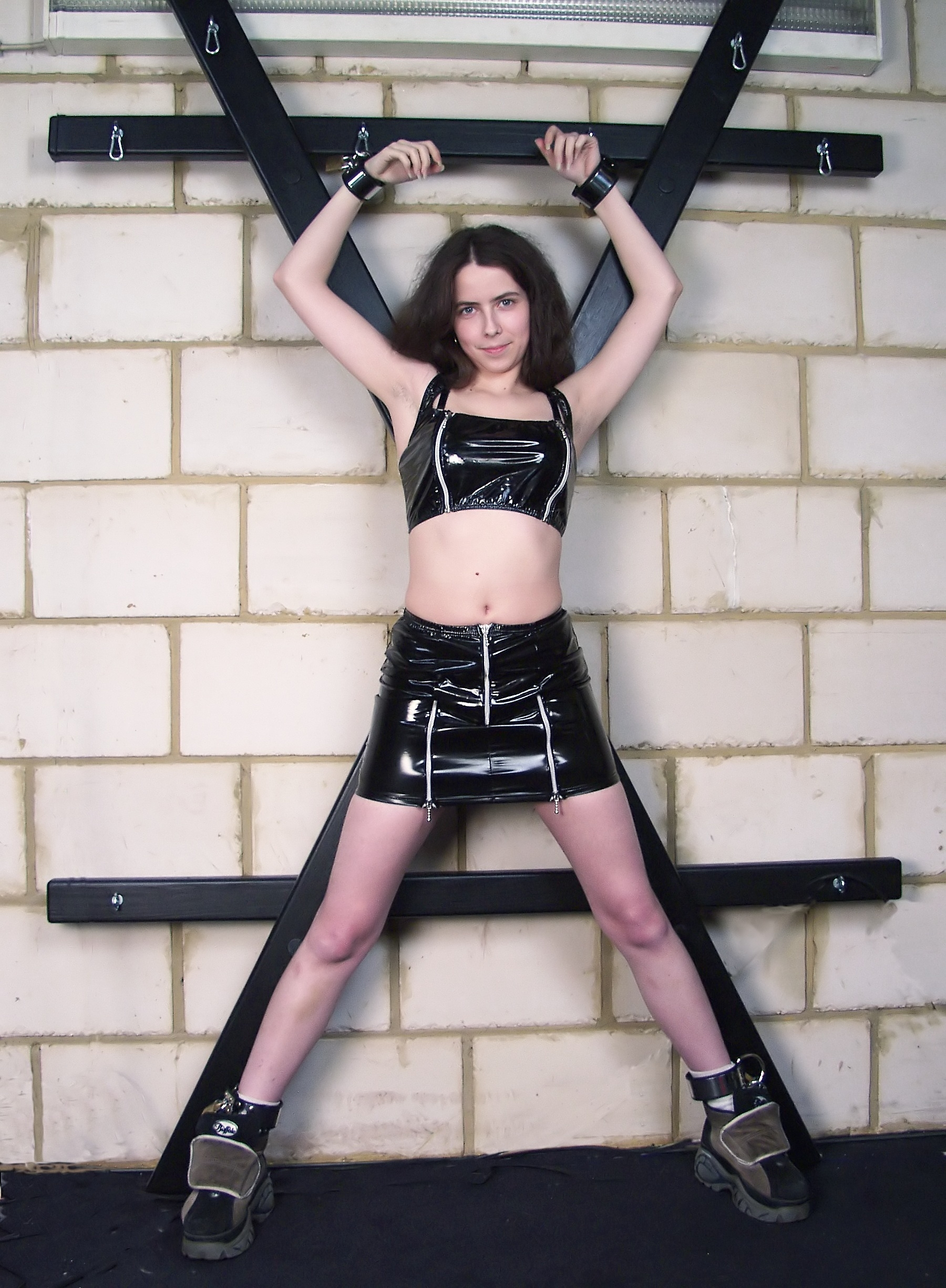
Модель, фиксированная к кресту андреевского типа

#### Для сенсорной депривации
- Кляп
- Маска
- Повязка на глаза
- Бондажный мешок для рук

#### Для порки
Приспособления, предназначенные для порки (флагелляции), условно разделяются на три категории: жёсткие (паддл, шлёпалки), гибкие (розги, стек), подвижные (флоггеры, плеть, кнуты).
- Плеть — состоит из жёсткой ручки и плетёного хвоста с сердечником и без фала. Хвост заканчивается узлом и хлопушкой из той же кожи. Общая длина однохвостой плети, как правило, колеблется в пределах 600—1000 мм. Существует вариант вообще без жёсткой ручки — снейк (англ. snake — змея).
- Кнут — обычно состоит из ручки длиной от 20 до 100 см и очень длинного хвоста длиной от 1,5 до 12 метров, с фалом (хлопушкой) из кожи или другого материала на конце.
- Флоггер (многохвостка) — плеть с несколькими гладкими хвостами.
- Паддл — деревянная пластина для порки.
- Стек — короткая тонкая упругая трость, с куском кожи или шнурком на конце, обычно применяемая при верховой езде и дрессировке служебных собак.
- Розги — связанные в пучки или используемые по одному побеги деревьев или кустов.
- Трость — тонкая тросточка из бамбука. Часто применяется для бастинадо.

Также для порки используются подручные средства.

#### Для фиксации и бондажа

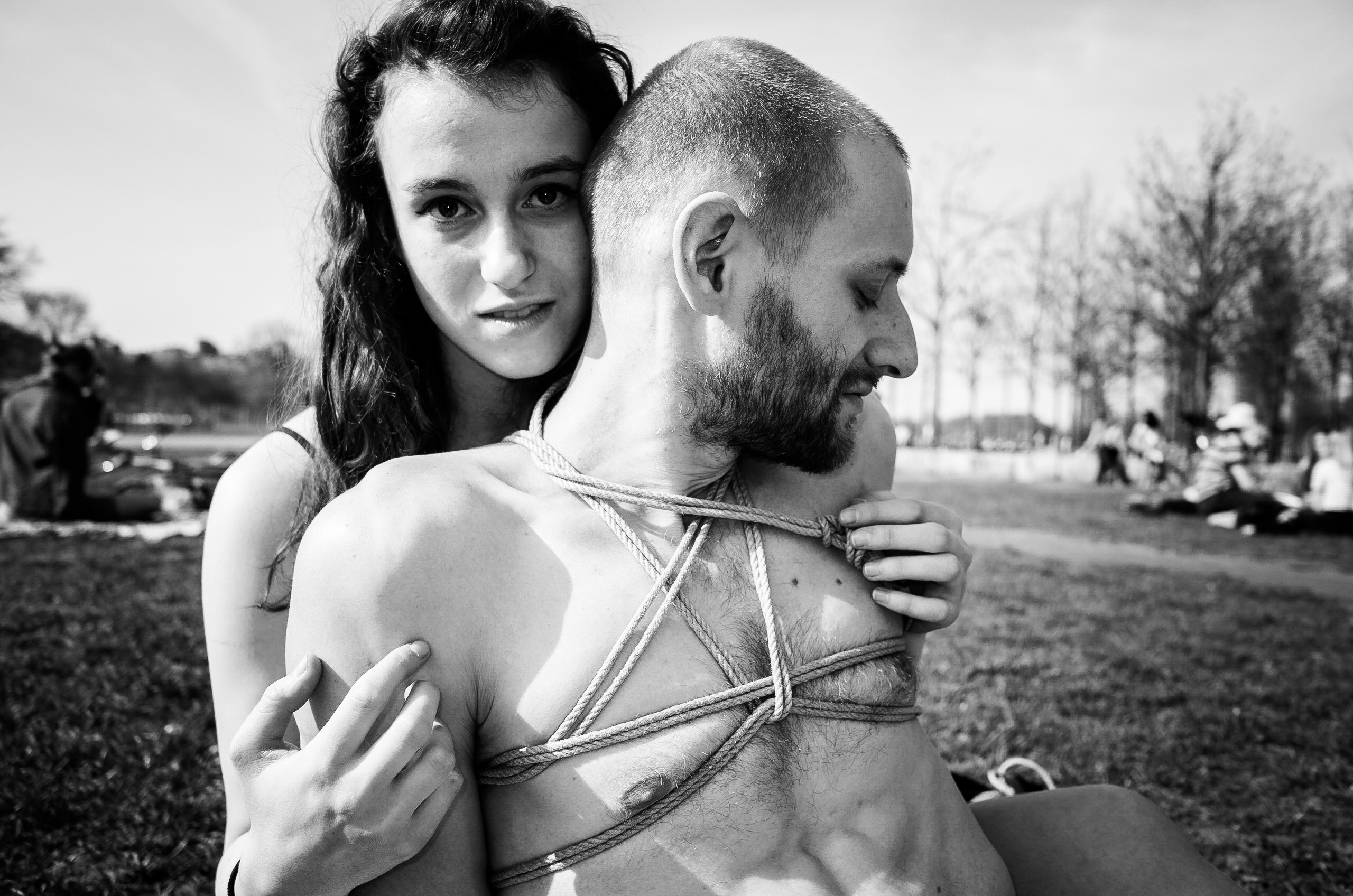
Бондаж на природе

- Бондаж из верёвок, цепей или ремней, опоясывающих торс или все тело в качестве эротического костюма или элемента сцены со связыванием. Могут использоваться также шёлковые платки, шарфы, и т. п.
- Карабин — карабин, обычно применяемый альпинистами при восхождениях. В БДСМ-сценах применяется как средство для связывания с подвешиванием.
- Конь — конструкция для фиксации человека, своеобразный аналог спортивного снаряда «конь». Применяется, как правило, для фиксации при бичевании.
- Испанская кобыла, деревянная лошадка — приспособление, аналогичное Коню, применявшееся для пыток Инквизицией. Отличается от классического Коня тем, что «рабочая поверхность» представляет собой ребро двух скреплённых под углом 90 градусов досок, иногда ребро покрывается слоем мягкого материала, например, силикона, дабы избежать травматизации.
- Колодки — массивное крепление неподвижной фиксации между собой тела, шеи, рук, ног.
- Крест — конструкция для закрепления человека, обычно изготовляется из дерева и оборудуется средствами фиксации рук, ног, шеи и т. п. Чаще всего используются кресты андреевского типа.
- Манжеты для лодыжек — приспособление для фиксации ног, изготовляется из кожи, металла и т. п.
- Наручники (наручники из металла, наручи — из кожи или ткани, поножи — аналог для фиксации ног) — применяются для фиксации и как атрибут ролевых игр.
- Неснимаемый браслет — надевается как символ принадлежности на щиколотку или запястье и запаивается (либо фиксируется маленьким замком, ключи от которого находятся у партнёра).
- Неснимаемое кольцо — надевается как символ принадлежности на палец партнёра, размеры кольца берутся на два-три размера меньше необходимого.
- Отцепка — небольшое приспособление для верёвок, цепей или ремней, использующееся для быстрого освобождения жертвы в случае опасности.
- Ошейник — является самым ярким атрибутом БДСМ. Ошейник — знак владения и контроля, основная эмблема подчинения. Доминанты практически никогда не носят ошейники, в то время как сабмиссивы часто ходят в них. Некоторые журналы или игровики-затейники, пытаясь создать СМ-атмосферу, надевают ошейники на своих «доминирующих» женщин, тем самым показывая своё невежество. Для сабмиссива носить ошейник — это гордость, для «доминанта» — унижение.
- Распорка — жёсткое крепление для свободной фиксации на расстоянии частей тела.

#### Прочие
- Пояс верности — специальное устройство для лишения возможности совершать половой акт и воздействовать на гениталии. Аналогом для мужчин следует считать стальные ограничители эрекции.
- Кляп-паук, кляп-кошка — от традиционного кляпа с шариком отличаются наличием отверстия, позволяющим совершать над сабмиссивом принудительные действия орального характера. Также для этих целей применяют стоматологический медицинский расширитель.
- Катетеры — приспособления для ввода в мочеиспускательный канал. Наряду с вагинальными, анальными расширителями являются приспособления для так называемого «медицинского» БДСМ.
- Зажимы для сосков — приспособления в виде прищепок, силу сдавливания можно регулировать специальными болтиками. Существует разновидность с вибрацией, а также с подвесками в виде украшений, колокольчиков, бубенчиков, пёрышек, колец, к которым возможно крепление бондажа. Существуют также разновидности зажимов для половых органов.

## Техника безопасности
Одним из ключевых принципов BDSM-отношений является безопасность. В то же время, ряд BDSM-действий (прежде всего физического характера) связан с определённой степенью риска.
В классической форме отношений «верхний партнёр» — «нижний партнёр» ответственность за сохранность жизни и здоровья, в большей мере, лежит на «Верхнем партнёре». Тем не менее, «нижний» должен, в свою очередь, заблаговременно определить рамки допустимых воздействий (которые, по обоюдной договорённости, могут впоследствии изменяться).
При использовании стоп-слов и иных механизмов оповещения верхнего партнёра нижним о своём желании прекратить BDSM-действия, «верхний» партнёр должен немедленно отреагировать на первый же сигнал от «нижнего» и прекратить (либо, при условии предварительной договорённости, ослабить) воздействия. В случае, если «экшен» проходит без договорённости о стоп-слове, на «верхнего» возлагается дополнительная степень ответственности и контроля.
Отдельного внимания заслуживает техника безопасности при совершении BDSM-действий, имеющих потенциальную травматическую опасность. Особенно травматически рискованными являются такие виды воздействий и практик, как бондаж (перетягивание кровеносных сосудов на длительное время может привести к омертвению тканей конечностей, также существует опасность удушения), флагелляция (удары в область почек или позвоночника могут привести к повреждению внутренних органов, случайные удары по лицу — к повреждению глаз), подвешивание (возможны травмы суставов и перетягивание кровеносных сосудов), трамплинг (возможны повреждения костей и внутренних органов, гематомы), асфиксия (опасность удушения, вплоть до летального исхода), применение открытого огня (тяжёлые ожоги), а также прокалывание и прочие практики, предполагающие появление крови (инфицирование ран). Основными причинами травм являются неумелое использование приспособлений и практик, а также отсутствие контроля за степенью воздействия. В связи с этим, от «Верхнего партнёра» требуется, по крайней мере, минимальное знание анатомии и медицины вообще (желательны навыки оказания первой помощи), натренированность в обращении с применяемым «девайсом», чёткое осознание силы применяемого воздействия, соблюдение техник безопасности, рекомендуемых в конкретных случаях, общая осторожность и внимание.
Важной особенностью является то, что последствия воздействия различными «девайсами» могут проявляться не сразу, а спустя некоторый период времени. Поэтому, при работе с новым, до этого не опробованным с конкретным партнёром, «девайсом» следует сначала убедиться в индивидуальной переносимости нижнего к данному типу воздействия, провести пробное применение (в половину или меньше обычной силы), а только потом приступать к нормальному уровню воздействия. В данных ситуациях исключительно рекомендуется применять разогрев нижнего партнёра более щадящими «девайсами», что позволит и физически, и психологически подготовить нижнего партнёра к более сильным нагрузкам.
Опять же, в силу индивидуальности любого человека один и тот же «девайс» может быть безопасен для одного партнёра и привести к тяжёлым травмам у другого.
Отдельные требования безопасности накладываются также и на одежду лиц, участвующих в БДСМ-экшене. «Рабочая» одежда, в отличие от атрибутики должна содержать минимум травмоопасных элементов — заклёпок, застёжек, пряжек, шипов и т. п. Это относится как к Верхним, так и нижним партнёрам. Из обуви следует использовать ту, что обеспечивает максимальный комфорт ног и хорошую устойчивость.
Требования относительно минимализации бутафорских элементов относятся также и к «девайсам». Наличие заклёпок, искусственных цветных камней, декоративных шипов или пряжек может привести к серьёзным травмам. Поэтому при выборе «девайса» надо четко понимать, для каких целей его следует использовать — носить как украшение или применять к своему партнёру.
Крайне не рекомендуется проведение «экшена», если кто-либо из партнёров находится в состоянии алкогольного (и тем более наркотического) опьянения.
Большинство SM-действий так или иначе ведут к микротравмам кожи, потому необходимо помнить о банальных правилах гигиены и после проведения «экшена» обработать повреждённый участок тела антисептиком.
Тем не менее, существует риск смертельного исхода в результате практики БДСМ, поскольку связанный партнёр с заткнутым ртом не всегда вовремя может остановить разгорячённого партнёра.

## Результаты БДСМ-практик
Для подчиняющегося (нижнего) партнёра основной целью при проведении активных БДСМ-действий, как правило, является получение психофизического удовольствия от действий доминирующего партнёра. С медицинской точки зрения, это подразумевает стимулирование выработки в организме подчиняющегося партнёра эндорфинов за счёт совершения доминирующим партнёром тех или иных действий. Помимо обычных реакций человеческого организма на повышение уровня эндорфинов (таких, как удовольствие, эйфория, частично притупление болевых ощущений и т. п.), возможно достижение подчиняющимся партнёром одного из следующих состояний:
- Сабспейс — особая, изменённая форма сознания (транс), возникающая в результате выброса в кровь значительного количества эндорфинов. Чаще всего подобный выброс является результатом физических воздействий (подобное состояние достижимо не только в результате практик BDSM, но и при обычном массаже). Тем не менее, достижение сабспейса может наблюдаться и при отсутствии физических воздействий, лишь благодаря эмоциональному фону (особенно у людей, склонных к впадению в трансовые состояния). 
Состояние является довольно опасным с точки зрения травматизма. Выброс эндорфинов затормаживает кору головного мозга, в результате притупляется реакция на боль, теряется чувство реальности и контроль за происходящим. «Нижний партнёр» никак не может сигнализировать о своём действительном физическом состоянии, что может повлечь за собой нежелательные и опасные последствия. В этом случае от доминирующего (верхнего) партнёра требуется особое внимание и осторожность.
- Сабдроп — не является физиологически обязательным элементом экшена и обусловлен чаще всего непрофессионализмом (верхнего) партнёра, иногда — психологическими проблемами нижнего или стечением негативных жизненных обстоятельств. Характеризуется негативными симптомами различной природы, которые иногда могут отмечаться у нижних через несколько часов или дней после проведения экшена.
- Оргазм — в результате БДСМ-воздействий возможно достижение оргазма;
- Слёзы — в общем случае, являются не самоцелью, а лишь механизмом расслабления. Психологи отмечают, что рыдания способствуют снятию эмоциональной напряжённости[8]. Вызов плача во время «экшена» позволяет запустить в организме «нижнего партнёра» «разгрузочный механизм». Слёзы могут быть также и просто реакцией на боль и не иметь эмоциональной окраски.

Однако, целью может также являться получение удовольствия от самого болевого ощущения или получение эмоциональных переживаний (сами действия могут не нравиться «нижнему партнёру», как таковые, но находясь в отношениях «Дом»-«саб», он будет идти на них ради удовлетворения желания «Верхнего» и получать удовольствие психо-эмоционального характера).
Удовлетворение «Верхнего партнёра», как правило, носит психо-эмоциональный характер и никак не связано с собственными физическими ощущениями. Исключением может являться ситуация, когда в процессе проведения «экшена» происходит половой контакт между партнёрами.

## БДСМ с точки зрения психологии
БДСМ как психосексуальная субкультура основана, видимо, на древних инстинктах, в том числе сексуальных. Такие действия большинством людей часто не принимаются, осуждаются. Элементы БДСМ-игр несут яркую эмоциональную окраску, так как большинство из них являются действиями, запрещёнными или сильно ограниченными в современном обществе. В обычной жизни они действуют на организм в основном угнетающе, если в этом нет потребности или это делается не по желанию человека, а также без его контроля. Объяснить феномен БДСМ можно с разных точек зрения, например, тем, что человек может хотеть так называемых «острых ощущений», адреналина, недостающих ему в безопасном обществе. Сама реакция на эти раздражители в некоторых случаях может быть положительной. Например, при разных воздействиях можно почувствовать психосексуальную разрядку, возбуждение, удовлетворение. Эти нестандартные реакции организма возникли с давних времён, где было много опасностей и к ним надо было как-то приспосабливаться. От боли, некоторые люди (мазохисты) могут получать удовольствие, это связано с компенсаторной реакцией их организма на болевые раздражители. К тому же некоторые исследователи считают, что центры боли и удовольствия находятся рядом друг с другом, и в экстренных случаях возможна секреция эндорфинов, которые блокируют боль.

## БДСМ-проституция
БДСМ-проституция — это особый вид проституции, подразумевающий под собой помимо возможных действий сексуального характера, также и физические воздействия, относящиеся к области БДСМ. Зачастую действия сексуального характера полностью исключаются.
БДСМ-проституция распространена как в гетеросексуальной, так и в гомосексуальной форме. Предоставлением платных БДСМ услуг занимаются как Верхние, так и нижние субъекты. Причём, многие из них не ассоциируют каким-либо образом себя и свои действия с явлением проституции и стараются избегать этого термина (чаще всего именуют себя «Платная Госпожа (Господин)», «платная нижняя» и т. п.).
Внутри БДСМ-сообщества отношение к платным БДСМ-услугам неоднозначно — от резкой неприязни до лояльности.

## БДСМ в искусстве

### В кинематографе
Художественный кинематограф также не обошёл вниманием тематику БДСМ. Следующие фильмы отмечены как раскрывающие тематику БДСМ:
- Восход Скорпиона (1963);
- Монахиня (1966);
- Венера в мехах (1967);
- Дневная красавица (1967);
- Венера в мехах (1969);
- Де Сад (фильм)[англ.] (1969);
- Девственница и плеть (Die Jungfrau und die Peitsche, 1970);
- Лиза (1972);
- Story of a Cloistered Nun[англ.] (1973);
- Ильза, волчица СС (1974);
- Ночной портье (1974);
- Отнесённые необыкновенной судьбой в лазурное море в августе (1974);
- История О (1975);
- Любовница (1975);
- Сало, или 120 дней Содома (1975);
- Салон Китти (1976);
- SS Experiment Camp[англ.] (1976);
- Девушка-дьявол (Fräulein Devil, 1977);
- Interno di un convento[итал.] (1978);
- Killer Nun[англ.] (1978);
- Девять с половиной недель (1986);
- Синий бархат (1986);
- Свяжи меня! (1990);
- Автокатастрофа (1996);
- Проповедь извращенцам[англ.] (1997);
- Про уродов и людей (1998);
- Romance[англ.] (1999);
- Пианистка (2001);
- Секретарша (2002);
- Унесённые (2002);
- Опасный метод (2011);
- Венера в мехах (2013);
- 50 оттенков серого (2015).
- Собаки не носят штанов (2019).

Элементы данной субкультуры включены в ещё большее число фильмов. При этом отмечается, что с середины 1980-х годов интерес к теме БДСМ в кинематографе находится на подъёме, а в 1990-х и 2000-х акцент получило удовольствие от мазохизма.

## Критика БДСМ
В БДСМ-сообществе имеется дисбаланс гендерной репрезентации: женщин в числе «нижних» гораздо больше, чем мужчин. Согласно большому опросу, 76 % женщин предпочитают нижнюю роль и всего 8 % верхнюю. У мужчин цифры другие: 48 % — верх и 33 % — низ. Сопоставимые цифры даёт и анализ полового состава «верхних» и «нижних» во многих отдельных БДСМ практиках, например, в бондаже (связывании). Согласно исследованию, среди гетеросексуалов доминантную роль предпочитает 71 % мужчин и 11 % женщин. А сабмиссивную, соответственно, — 29 % мужчин и 89 % женщин.
Активистка Ayako Black критикует БДСМ-сообщества за то, что их внешняя политика зачастую противоречит внутренним практикам. Критике подвергается и концепция «стоп-слова», которая требует реакцию только после того, как неприятное взаимодействие уже произошло.
Отмечается, что вебкам-домины могут принимать эту роль по экономическим соображениям.